# Hidrocentrali Karl Marks
Hidrocentrali Karl Marks är ett vattenkraftverk i Albanien.   Det ligger i prefekturen Qarku i Dibrës, i den norra delen av landet, 40 km norr om huvudstaden Tirana. Hidrocentrali Karl Marks ligger 166 meter över havet. Det ligger vid sjön Liqeni i Ulzës.
Terrängen runt Hidrocentrali Karl Marks är varierad.  
Omgivningarna runt Hidrocentrali Karl Marks är en mosaik av jordbruksmark och naturlig växtlighet.  Runt Hidrocentrali Karl Marks är det ganska tätbefolkat, med 54 invånare per kvadratkilometer.